# 812
Cette page concerne l'année 812  du calendrier julien. Pour l'année 812 av. J.-C., voir 812 av. J.-C.
L'année 812 est une année bissextile qui commence un jeudi.

## Événements
- 13 janvier : par le traité d'Aix-la-Chapelle, l'empereur d'Orient Michel Ier reconnaît Charlemagne comme empereur d'Occident. En échange, l'empereur d'Orient reçoit la Vénétie, l'Istrie et la Dalmatie. Charlemagne renonce à la mer. Venise obtient une place exceptionnellement favorable entre Orient et Occident[1].
- 17 juin : l'empereur byzantin Michel Rhangabé et son épouse Procopia partent en campagne contre les Bulgares[2].
- Juin-août : le khan des Bulgares Kroum ravage la Thrace[3].
- Août : le prétendant au trône Al-Ma’mūn assiège Bagdad, capitale abbasside, avec l’armée Khorasanienne commandé par Tahîr (fin en septembre 813)[4].
- 18 août-21 août[2] : les Sarrasins d’Afrique pillent les îles de Lampédouze, Ponza et Ischia (Italie) malgré la flotte byzantine renforcée par celles de Gaète et d’Amalfi. Le pape Léon III met les côtes d’Italie en état de défense et Charlemagne lui envoie son cousin Wala pour l’assister[1]. Il coule une escadre musulmane au large de la Sardaigne, mais ne peut pas empêcher le pillage de la Corse par une autre flotte[5].
- Octobre : Bernard, fils naturel de Pépin, est nommé roi d’Italie par son grand-père Charlemagne (fin en 818). Wala, frère d'Adalard devient son tuteur (fin en 817) [6].
- 15-31 octobre : après l'échec de négociation de paix et le refus des Byzantins de livrer des transfuges, Kroum attaque et  s'empare de Mesembria[2].

- En Hispanie, prise de Pampelune par les Francs, qui ne la conservent pas. La Vasconie n’est soumise qu’en théorie[7].
- Après la prise de Tortosa en 811, le comte Berà I négocie une trêve de trois ans[8]. Un traité entre Charlemagne et l’émir de Cordoue Al-Hakam Ier fixe la frontière à l'Èbre[1].
- Une révolte slave (Wilzes) échoue dans la région de la Havel[9].
- Charlemagne se fait appeler empereur et auguste[10].
- Première mention du thème du Péloponnèse[11].